# مينا هاريس
ميناكشي آشلي هاريس (20 أكتوبر 1984 -) هي محامية أمريكية ومؤلفة ومنتجة مسرحية. في الإنتاج المسرحي فازت هاريس بجائزة توني لإنتاجه مسرحية A Strange Loop ورُشحت لإنتاجه مسرحية Suffs .  أصدرت دار نشر هاربر كولينز بالزر + براي أول كتاب مصور للأطفال لهاريس فكرة كامالا ومايا الكبرى (2020)؛ وكان الكتاب مستوحى من قصة والدتها مايا هاريس وخالتها كامالا هاريس، نائبة الرئيس التاسعة والأربعين للولايات المتحدة. 
في عام 2017 أسست هاريس حملة Phenomenal Woman Action Campaign التي تعمل على ابتكار أزياء مميزة لدعم الأعمال الخيرية. 

## النشأة والتعليم
ولدت هاريس في 20 أكتوبر 1984 لأم مجهولة النسب اسمها مايا لاكشمي هاريس.  ولدت والدتها وهي في السابعة عشرة من عمرها، وأصبحت فيما بعد محامية وخبيرة في السياسة. عمتها، كامالا هاري، هي نائبة الرئيس التاسع والأربعون للولايات المتحد. كانت جدتها، شيامالا جوبالان، باحثة هندية أمريكية في مجال السرطان وناشطة في مجال الحقوق المدنية، وجدها، دونالد هاري، أستاذ فخري أمريكي من أصل جامايكي في الاقتصاد بجامعة ستانفورد وناشط في مجال الحقوق المدنية. 
تخرجت هاريس من مدرسة بيشوب أوداود الثانوية في أوكلاند. ثم حصلت على درجة البكالوريوس من جامعة ستانفورد في عام 2006، وحصلت على درجة الدكتوراه في القانون من كلية الحقوق بجامعة هارفارد في عام 2012. 

## الحياة المهنية

### فينومينا فاشون
في عام 2017 أسست هاريس شركة "فينومينا فاشون، إذ استلهمت فكرتها من قصيدة كتبتها مايا أنجيلو عام 1978 بعنوان "Phenomenal Woman" .    ثم توسعت لتشمل حملة عمل المرأة الاستثنائية، التي تأسست في عام 2017 منظمةً تعمل على نشر الوعي بالقضايا الاجتماعية.  وتغطي الحملة مجموعة من القضايا السياسية، بما في ذلك التميز التعليمي والمساواة في الرعاية الصحية، وإصلاح العدالة الجنائية، والمساواة بين الجنسين في مجالات العلوم والتكنولوجيا والهندسة والرياضيات، والصحة الإنجابية، والتمثيل السياسي.  ومن بين سفراء الحملة سيرينا ويليامز ، وجيسيكا ألبا ، ومارك روفالو ، وترايسي إليس روس ، وفيولا ديفيس ، ويارا شاهيدي، وجانيل موناي، وسارة سيلفرمان، وديبي ألين، وروزاريو داوسون ، وفان جونز ، وليزو ، وسيسيل ريتشاردز، وغيرهم. في سبتمبر 2018، نسقت هاريس أيضًا إعلانًا على صفحة كاملة في صحيفة نيويورك تايمز مع أليشيا جارزا ، مؤسسة مؤسسة الشبكة العالمية حركة حياة السود مهمة، لإظهار الدعم الوطني كريستين بلازي فورد وناجيات الاعتداء الجنسي. وتدير هاريس شركة Phenomenal Media للمحتوى المكتوب وشركة Phenomenal Productions للمحتوى المرئي ومقاطع الفيديو.  في ديسمبر 2020، أُعلن أنها وبراد جينكينز سيطلقان استوديو إنتاج يسمى Phenomenal Productions. 

### كتب الاطفال
في عام 2020 أصدرت هاريس أول كتاب مصور للأطفال من دار نشر هاربر كولينز بعنوان Kamala and Maya's Big Idea، وهو مستوحى من القصة الحقيقية لوالدتها مايا هاريس وخالتها كامالا هاريس.  في 19 يناير 2021 أصدرت كتابها الثاني للأطفال، الفتاة الطموحة ،  وفي 14 مارس 2023، صدر كتابها الثالث للأطفال، A Is for Ambitious، وكلاهما طبعته Little, Brown Books for Young Readers. 

### عملها في السياسية
في الحملة الانتخابية الناجحة لكامالا هاريس لعضوية مجلس الشيوخ الأمريكي في عام 2016، عملت هاريس مستشارةً أولى في السياسة والاتصالات. وعملت مفوضة في لجنة سان فرانسيسكو المعنية بوضع المرأة من 2016 حتى عام 2017. 

### عملها في القانون
عملت هاريس رئيسةً للاستراتيجية والقيادة في شركة أوبر، إذ يشغل زوج والدتها توني ويست منصب كبير المسؤولين القانونيين، وعملت لدى شركة المحاماة الدولية كوفينجتون آند بورلينج، وشركة البرمجيات سلاك تكنولوجيز، وفيسبوك.

## الحياة الشخصية
زُوجت هاريس من نيكولاس أجاغو رئيس الشراكات العالمية لقسم تكنولوجيا الإعلان في فيسبوك عام 2014، وانجبت منه ابنتين.   تدين هاريس الهندوسية

## روابط خارجية
- مينا هاريس في قاعدة بيانات الأفلام على الإنترنت
- مينا هاريس في قاعدة بيانات برودواي على الإنترنت